# مكسيموس الخامس حكيم
مكسيموس الخامس حكيم، (بالإنجليزية: Maximos V Hakim)‏ (18 مايو 1908، طنطا، مصر - 29 يونيو 2001، بيروت، لبنان) كان بطريرك أنطاكية وسائر المشرق والإسكندرية وأورشليم للروم الملكيين الكاثوليك.

## حياته
ولد جورج سليم حكيم في طنطا، مصر، في 18 مايو 1908 ، لأبوين من حلب. تلقى تعليمه محليًا وفي مدرسة الثانوية للعائلة المقدسة اليسوعية في القاهرة. بعد أن أكمل دراسته في سانت أن، رُسم كاهنًا في بازيليك القديسة حنة على يد ماكسيموس الرابع الصايغ، ثم رئيس أساقفة صور، في 20 يوليو 1930. درس في المدرسة البطريركية في بيروت قبل العودة إلى القاهرة عام 1931.

## الأسقفية
عُيَّن الأبرشي في 13 آذار 1943 وكرس على أبرشية القديس يوحنا في عكا، حيفا، الناصرة والجليل، في القاهرة يوم 13 حزيران 1943، على يد البطريرك كيرلس التاسع مغبغب، بمساعدة من المطارنة ديونيسيوس كفوري، الأسقف الفخري على طرسوس و بيار كمال مدور الأسقف الفخري، وانتخب بطريركاً من قبل المجمع المقدس في عين تراز في لبنان في 22 تشرين الثاني 1967 وتأكد انتخابه في 26 تشرين الثاني من العام نفسه.

## وفاته
تنازل البطريرك مكسيموس الخامس حكيم عن منصب البطريركية عن عمر ناهز 92 عاماً بسبب مشاكل صحية، وتوفي بعد بثمانية أشهر من تنازله عن البطركية في 29 حزيران 2001.
وانتخب السينودس المقدّس غريغوريوس الثالث لحام بطريركاً في 29 تشرين الأول 2000.